# 강진 선장리 창녕조씨 고문서 일괄
강진 선장리 창녕조씨 고문서 일괄(康津 仙掌里 昌寧曹氏 古文書 一括)은 대한민국 전라남도 강진군에 있는 고문서이다. 2008년 8월 5일 전라남도의 문화재자료 제268호로 지정되었다.

## 개요
강진 선장리 창령조씨 문서는 주로 조명조(曺命肇, 1705∼1776)의 행적과 관련된 자료로서 연결된 문서를 중심으로 127건이다.(문집필사본 9책, 교지 2매, 시권 1매, 방목 1권, 호적문서 12매, 입안 1매, 간찰 82매, 향약문서 1권, 기행문 4건, 시문(시축) 20건, 서관일기 1책, 그림 3점) 이 문서는 원래 영암에 연고를 두고 강진에 입향한 성관의 내력을 알 수 있고 시문과 문집, 기행문, 서간문을 통하여 당시의 향촌 사회 동향과 문인 교류관계를 알 수 있다. 그리고 <설향약이정풍속(設鄕約以整風俗)>은 18세기 중엽 이후의 역사상을 담고 있는 향약 자료이며 호남책 등의 자료는 조선후기 향촌사회의 실상을 이해하는데 도움이 되는 자료이다. 그리고 조명조가 책방을 수행하며 남긴 <서관일기>는 조선 후기 책방 연구에 도움이 될 귀한 자료로서 조선 후기의 수령권과 지방통치 방식을 연구하는 데도 도움이 될 것이다. 이들 문서는 보존도 잘 되어 있고, 학술조사를 실시(국사편찬위원회, 목포대학교박물관)한 바 도 있어 보존할만한 가치가 있다. 다만, 서간문이나 시문류에 대한 자세한 분석이 필요하고 다른 곳에도 다수가 소장되어 있는 사례가 있음으로 문화재자료로 지정하여 보존관리할 필요성이 있다.

## 참고 자료
- 강진선장리창녕조씨고문서일괄 - 국가유산청 국가유산포털